# Đảng Dân chủ Nhân dân
Đảng Dân chủ Nhân dân (tiếng Anh: The People's Democracy Party, viết tắt: PDPV), là một đảng chính trị ngầm ở hải ngoại và Việt Nam, được thành lập vào ngày 1 tháng 1 năm 2005. Mục đích thành lập Đảng được cho là nhằm chống phá Nhà nước Việt Nam và Đảng Cộng sản Việt Nam cầm quyền, hướng tới nền dân chủ đa đảng.

## Mục tiêu
Tổ chức tự xác định rằng tên đảng mang ý nghĩa "đảng dân chủ của toàn thể nhân dân" - "chống lại ý nghĩa Dân chủ Nhân dân bị lấy đi bởi các nước Cộng Sản cũ".
Tổ chức chủ trương "xoá bỏ độc tài, thiết lập dân chủ, dựa trên sức mạnh tổng hợp của mọi thành phần xã hội không có sự phân biệt."
Kế Hoạch hành Động của tổ chức này là:
1. Khai dụng các phương tiện thông tin đại chúng để quảng bá và tuyên truyền rộng rải đường lối và chủ trương trong và ngoài nước.
2. Bí mật xây dựng các cơ cấu Đảng và Đảng viên phụ trách cấp thành phố, cấp vùng và cấp quốc gia ngoài Việt Nam để nhanh chóng tạo ảnh hưởng và uy tín cho Đảng. Nổ lực phát triển đảng viên trong nhiều thành phần; ưu tiên chú trọng đến giới thanh niên sinh viên, trí thức, công-nông dân, quân đội và giới chức đương quyền.
3. Thực hiện tờ báo điện tử, cơ quan ngôn luận. Từng bước xây dựng các phương tiện thông tin đại chúng khác.
4. Tích cực hoạt động trong mọi lãnh vực để tạo ảnh hưởng; hướng tới lôi kéo quần chúng yễm trợ mục tiêu và tài trợ cho các hoạt động của Đảng.
5. Xây dựng tổ chức trở thành tiếng nói đối lập với chính quyền. Luôn luôn cảnh giác và bảo vệ chính mình trước hình thức trấn áp, phá hoại.
6. Nắm bắt mọi cơ hội để công khai trực diện đấu tranh chính trị nhằm tác động tích cực vào tiến trình Dân chủ hoá Việt Nam.
7. Trong điều kiện cần thiết có thể liên hiệp với các Đảng, Tổ Chức, Đoàn Thể khác, để hình thành liên minh nhằm chuẩn bị vị thế cho lực lượng đối lập trước những đột biến chính trị có thể xảy ra.[9]

## Tổ chức
Đảng Dân chủ Nhân dân hiện không hoạt động công khai, mọi sinh hoạt đều mật cho tới khi "hoàn cảnh cho phép", với lý do tránh "tai mắt" của Đảng Cộng sản Việt Nam và chính quyền Việt Nam. Theo tổ chức, hầu hết các uỷ viên Ban Thường vụ Trung ương Đảng và Ban Chấp hành Trung ương của đảng hiện đang ở Việt Nam và có những chi bộ hải ngoại và có người đại diện ở hải ngoại.
Đồng thời tổ chức này tự nhận "vận dụng cả hai mặt chìm và nổi" - "Ngoài công tác bí mật để phát triển đảng và thu hút quần chúng vào những hoạt động chống đối, phá hoại bộ máy toàn trị, đảng quan tâm sử dụng những đoàn thể được hoạt động hợp pháp trong hệ thống toàn trị để vừa vận động dân chủ trong quần chúng rộng rãi vừa bảo vệ được Đảng tồn tại và phát triển."

## Bắt giữ
Năm 2006, Chính phủ Việt Nam đã bắt giữ nhiều người tham gia nhóm chống đối kêu gọi thay đổi dân chủ hòa bình, ước tính từ vài chục đến hàng trăm người. Số lượng bắt giữ đạt đỉnh vào tháng 3 và tháng 4 năm 2007. Những người liên quan vẫn tiếp tục bị bắt giữ và/hoặc bị quấy rối tính đến tháng 9 năm 2008. Ngày 14 tháng 8 năm 2006, Cơ quan chức năng Việt Nam đã bắt giữ  Đỗ Thành Công vì cáo buộc có hành vi xâm phạm an ninh quốc gia Việt Nam và bị liệt vào danh sách khủng bố của tổ chức Nguyễn Hữu Chánh. Người phát ngôn Bộ Ngoại giao Việt Nam xác nhận việc bắt giữ ông Công nhưng không nêu rõ lý do. Phát ngôn nhân cho đại sứ quán Hoa Kỳ tại Việt Nam, ông Louis Lantner cho biết không có gì thay đổi so với lần phỏng vấn trước ông đưa cho BBC. Ông cho biết rằng phía Việt Nam không cung cấp bằng chứng gì và trong cuộc họp giữa hai bên, họ không thể bàn về bất cứ điều gì. Theo tin tức mà ông có, ông Đỗ Thành Công chưa bị khởi tố. Ông yêu cầu chính phủ Việt Nam hoặc khởi tố Đỗ Thành Công hoặc thả ông ta ra.
Ngày 9 tháng 3 năm 2007, ông Trần Văn Hòa, một thành viên của Đảng Dân chủ Nhân dân tại tỉnh Quảng Ninh, và ông Phạm Văn Trội, một thành viên của Ủy ban Nhân quyền tại Hà Tây, đã được lực lượng an ninh Việt Nam triệu tập vì ủng hộ nhân quyền tại Việt Nam. Vào ngày 10 tháng 3 năm 2007, ông Đỗ Nam Hải, dưới bút danh Phương Nam và một trong những thành viên dẫn đầu của Liên minh cho Dân chủ và Nhân quyền tại Việt Nam, đã được lực lượng an ninh cho biết rằng ông có thể bị truy tố bất cứ lúc nào vì các hoạt động chống lại Nhà nước. Cùng ngày, lực lượng an ninh Việt Nam cũng đã đột nhập vào nhà của bà Trần Khải Thanh Thủy, với lý do bà tán thành cho những người chống lại chính phủ. Ngày 12 tháng 3 năm 2007, luật sư Lê Quốc Quân bị bắt giữ tại quê nhà của mình, Nghệ An.
Ngày 5 tháng 4 năm 2007, chính quyền Việt Nam đã ngăn cản nghị sĩ Loretta Sanchez (D-CA) gặp vợ của một số nhà hoạt động dân chủ tại sự kiện được tổ chức tại Đại sứ quán Mỹ ở Hà Nội. Cảnh sát được cho là đã can thiệp vào cuộc họp một cách thô lỗ và không có tinh thần trang trọng. Ngoài ra, chính quyền Việt Nam giam giữ nhiều nhà hoạt động chính trị và lao động như Nguyễn Vũ Bình, Huỳnh Ngọc Đạo, Trương Quốc Huy, Nguyễn Hoàng Long, Nguyễn Tấn Hoành, Đoàn Huy Chương, các nhà lãnh đạo tôn giáo của Giáo hội Phật giáo Việt Nam Thống nhất, Cao Đài, Hòa Hảo, và hơn 350 người của các giáo hội Tin lành tại Tây Nguyên.

## Phản ứng

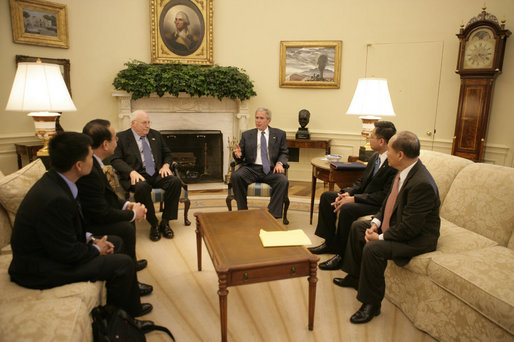
Tổng thống George Bush và Phó Tổng thống Dick Cheney gặp gỡ các nhà hoạt động dân chủ và nhân quyền Việt Nam.

### Hoa Kỳ
Năm 2007, Nhà Trắng và Bộ Ngoại giao Hoa Kỳ đã lên tiếng phản đối việc bắt giữ, đặc biệt là cuộc gặp 45 phút giữa Tổng thống Bush và Phó Tổng thống Cheney với một nhóm nhà hoạt động nhân quyền người Mỹ gốc Việt vào cuối tháng 5 năm 2007. Nhiều thành viên của Quốc hội cũng đã lên tiếng, bao gồm thông qua việc thông qua Nghị quyết H.Res.243 của Hạ viện, kêu gọi Hà Nội thả các tù nhân chính trị..

### Earl Blumenauer
Chủ tịch Hội đồng Liên bang Mỹ - Việt Nam, ông Earl Blumenauer, cho biết người Mỹ gốc Việt đang bực tức vì chính phủ Hà Nội đang tiến hành chiến dịch trấn áp những nhà hoạt động vì nhân quyền và tự do tôn giáo. Ông cho rằng Đại sứ Marine và nhân viên của ông chưa đủ làm để ngăn chặn những vi phạm này. Theo ông, Chính phủ Việt Nam tin rằng Hoa Kỳ đã không còn sức ảnh hưởng nào nữa trong khu vực này và có thể đáp trả bằng cách tàn bạo đối với những người ủng hộ dân chủ và tự do mà không có phản ứng nào từ Hoa Kỳ. Ông cũng kêu gọi cơ quan chức năng Việt Nam thả tất cả các tù nhân chính trị và các nhà lãnh đạo tôn giáo đang bị giam giữ vì biểu đạt ý tưởng hoà bình hoặc đấu tranh cho niềm tin tôn giáo của họ. Để phản đối việc bắt giữ, Earl Blumenauer từ chức chủ tịch của Hội đồng Liên bang Mỹ - Việt Nam vào tháng 5 năm 2007.